# Квалификация (международное частное право)
Квалификация в международном частном праве является частью процесса определения применимого права и представляет собой правовую характеристику жизненных обстоятельств, являющихся предметом рассмотрения, с целью установления соответствующей коллизионной нормы. В ходе квалификации «конкретные жизненные обстоятельства подводятся под абстрактные правила поведения», а её результатом является вывод о возможности применения определённой нормы к данным фактам.
Основная проблема квалификации заключается в неодинаковом содержании одних и тех же понятий в праве разных государств, а также отсутствии определённых институтов в праве страны суда, что может привести к конфликту квалификаций (например, вещь, которая по праву государства А рассматривается как недвижимая, считается движимостью в соответствии с правовыми нормами государства Б).
Правоведы указывают на двойственный характер коллизионных норм, обусловленный, с одной стороны, их принадлежностью праву страны суда, а с другой стороны, необходимостью учитывать содержание иностранного правопорядка.
Существует три основных подхода к квалификации:
1. Осуществление квалификации по праву страны суда (lex fori). В соответствии с данным подходом правоприменителю следует осуществлять толкование понятий, содержащихся в коллизионной норме, в соответствии с национальным правом. Такого подхода придерживается ГК Испании, а также и п. 1 ст. 1187 ГК РФ, установивший его в качестве общего правила. Недостатком этой теории является возможность возникновения конфликта квалификаций. Установив применимое право, руководствуясь пониманием соответствующего института в национальном праве, правоприменитель может столкнуться с совершенно иным его содержанием в иностранном праве.
2. Осуществление квалификации по праву иностранного государства, на которое указывает коллизионная норма (lex causae). Сложность применения данного подхода связана с тем, что квалификация осуществляется до того, как правоприменительный орган сможет установить применимое право. Такую ситуацию иногда образно характеризуют как «прыжок в темноту».
3. Теория автономной квалификации призвана разрешить противоречия, которые порождают первые два подхода, путём применения толкования, основанного не на правовой системе конкретного государства, а на сравнительно-правовом анализе, что позволяет выработать особую, «автономную квалификацию». Одним из основных последователей и разработчиков этой теории является немецкий коллизионист Э. Рабель. Данный подход отражён в Кодексе международного частного права Туниса. Несмотря на достоинства теории автономной квалификации, её практическое применение затруднено существенными временными затратами, вызванными необходимостью проведения глубокого сравнительно-правового анализа.
Проблема квалификации может возникать при толковании как объёма, так и привязки коллизионной нормы. С квалификацией объёма коллизионной нормы связывают понятие «квалификационного трюка», представляющего собой намеренную квалификацию правоотношения с тем, чтобы обеспечить применение наиболее выгодного стороне применимого права. Сложности квалификации привязки коллизионной нормы могут быть решены путём отказа от жёстких привязок и применения гибких, в частности, принципа наиболее тесной связи.